# Mekides Abebe
Mekides Abebe (ur. 29 lipca 2001) – etiopska lekkoatletka specjalizująca się w biegach długich.
Na początku kariery zdobywała medale mistrzostw Afryki juniorów i juniorów młodszych. W 2018 zdobyła srebrny medal igrzysk olimpijskich młodzieży w Buenos Aires.
W 2019 została mistrzynią igrzysk afrykańskich w biegu na dystansie 3000 metrów z przeszkodami. W tym samym roku była 11. w finale mistrzostw świata w Dosze.
Czwarta zawodniczka igrzyskach olimpijskich w Tokio (2021). W 2022 zdobyła brąz podczas mistrzostw świata w Eugene.
Złota medalistka mistrzostw Etiopii.
Rekord życiowy w biegu na 3000 metrów z przeszkodami: 8:56,08 (20 lipca 2022, Eugene) – 7. wynik w historii światowej lekkoatletyki.

## Osiągnięcia
| Rok  | Impreza                        | Miejsce      | Konkurencja                   | Lokata      | Wynik    |
| ---- | ------------------------------ | ------------ | ----------------------------- | ----------- | -------- |
| 2017 | Mistrzostwa Afryki U20         | Tilimsan     | bieg na 3000 m z przeszkodami | 1. miejsce  | 10:11,80 |
| 2018 | Mistrzostwa Afryki U18         | Algier       | bieg na 2000 m z przeszkodami | 2. miejsce  | 6:26,86  |
| 2018 | Igrzyska olimpijskie młodzieży | Buenos Aires | bieg na 2000 m z przeszkodami | 2. miejsce  | 6:27,93  |
| 2019 | Igrzyska afrykańskie           | Rabat        | bieg na 3000 m z przeszkodami | 1. miejsce  | 9:35,18  |
| 2019 | Mistrzostwa świata             | Doha         | bieg na 3000 m z przeszkodami | 11. miejsce | 9:25,66  |
| 2021 | Igrzyska olimpijskie           | Tokio        | bieg na 3000 m z przeszkodami | 4. miejsce  | 9:06,16  |
| 2022 | Mistrzostwa świata             | Eugene       | bieg na 3000 m z przeszkodami | 3. miejsce  | 8:56,08  |